# Liceum Ogólnokształcące im. Króla Kazimierza Jagiellończyka w Wysokiem Mazowieckiem
Liceum Ogólnokształcące im. Króla Kazimierza Jagiellończyka w Wysokiem Mazowieckiem – szkoła ponadgimnazjalna zlokalizowana w Wysokiem Mazowieckiem przy ul. 1000-lecia 15.

## Historia
- 1945 – powstaje prywatna szkoła pod nazwą Koedukacyjne Gimnazjum i Liceum Powiatowej Rady Narodowej z siedzibą w obecnym budynku Szkoły Podstawowej nr 1;
- 1947 – przenosiny do nowego budynku przy ul. Polnej 1 (obecnie Szpitalna), pierwsza mała matura i nadanie praw państwowych;
- 1949 – upaństwowienie i zmiana nazwy na Państwowa Szkoła Ogólnokształcąca Stopnia Licealnego;
- 1955 – przenosiny do nowego budynku przy ul. Ludowej 2 (obecnie gimnazjum);
- 1962 – nadanie im. Bronisława Wesołowskiego;
- 1966 – przenosiny do nowego budynku przy ul. 1000-lecia 15;
- 2002 – nadanie szkole im. Króla Kazimierza Jagiellończyka.

## Dyrektorzy szkoły
- Józef Łapiński (1945–1947)
- Halina Łapińska (1947–1949)
- Edward Solczak (1949–1950)
- Piotr Prastowski (1950–1953)
- Mikołaj Własienko (1953–1958)
- Czesław Mientki (1958–1959)
- Jan Kryński (1959–1969)
- Bolesław Rafałko (1969–1991)
- Halina Klepaczewska (1991–1992)
- Andrzej Gołaszewski (1992–2002)
- Ryszard Łukasz Flanc (2002–2019)
- Aldona Dołubizno (od 2019)

## Znani absolwenci
- Hanna Kowalewska – pisarka
- Andrzej Janeczko – artysta
- prof. Henryk Skarżyński – lekarz
- Lucjan Pawłowski – profesor nauk technicznych, chemik